# Avenue des Portugais
L'avenue des Portugais est une voie du 16e arrondissement de Paris, en France.

## Situation et accès
L'avenue des Portugais est une voie située dans le 16e arrondissement de Paris. Elle débute au 23, rue La Pérouse et se termine au 17, avenue Kléber.
Le site est desservi par la ligne 6, à la station Kléber.

## Origine du nom
Cette avenue rend hommage au Corps expéditionnaire portugais (CEP) qui combattait en France.

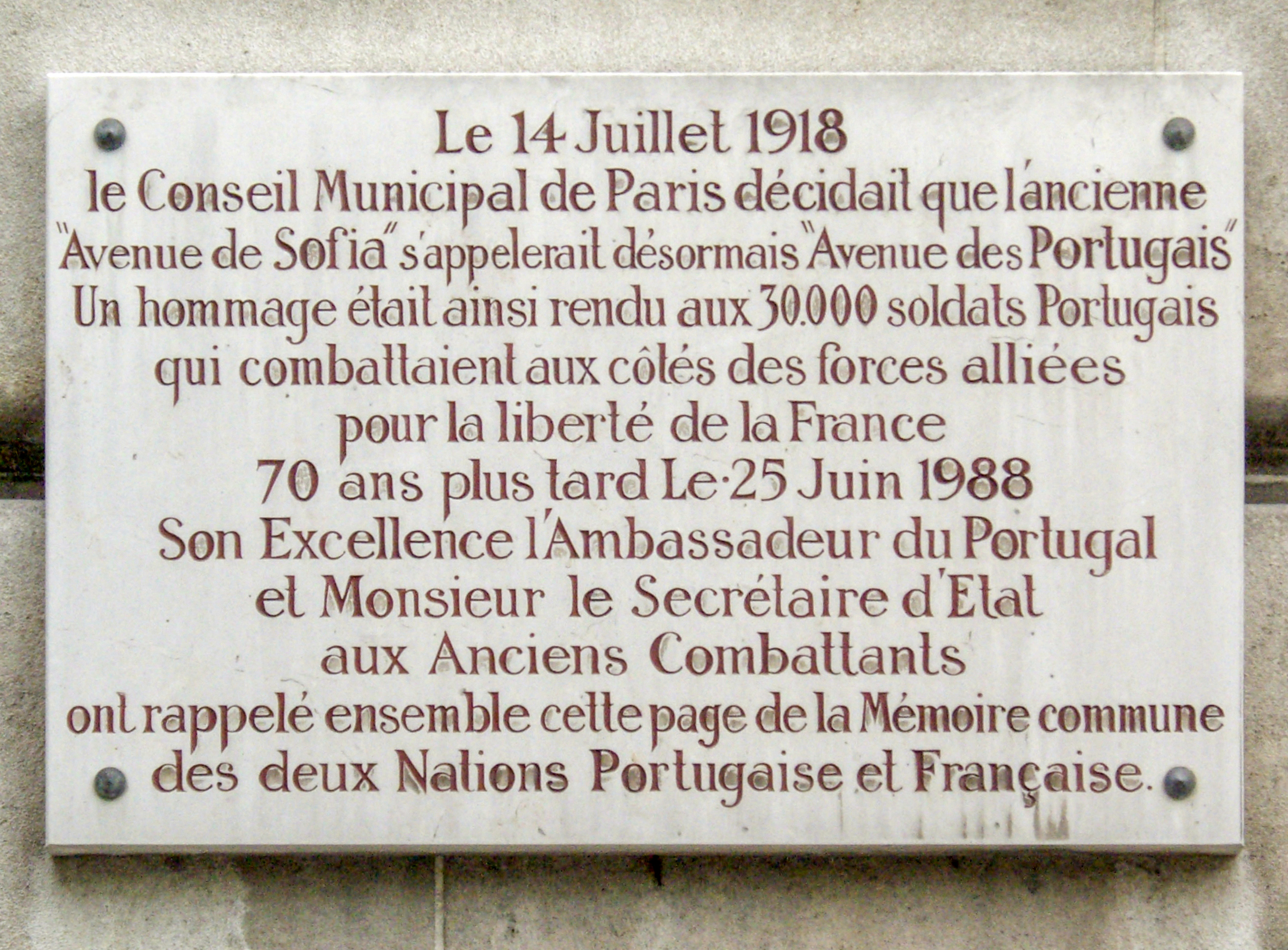
Plaque commémorative de l’avenue des Portugais.

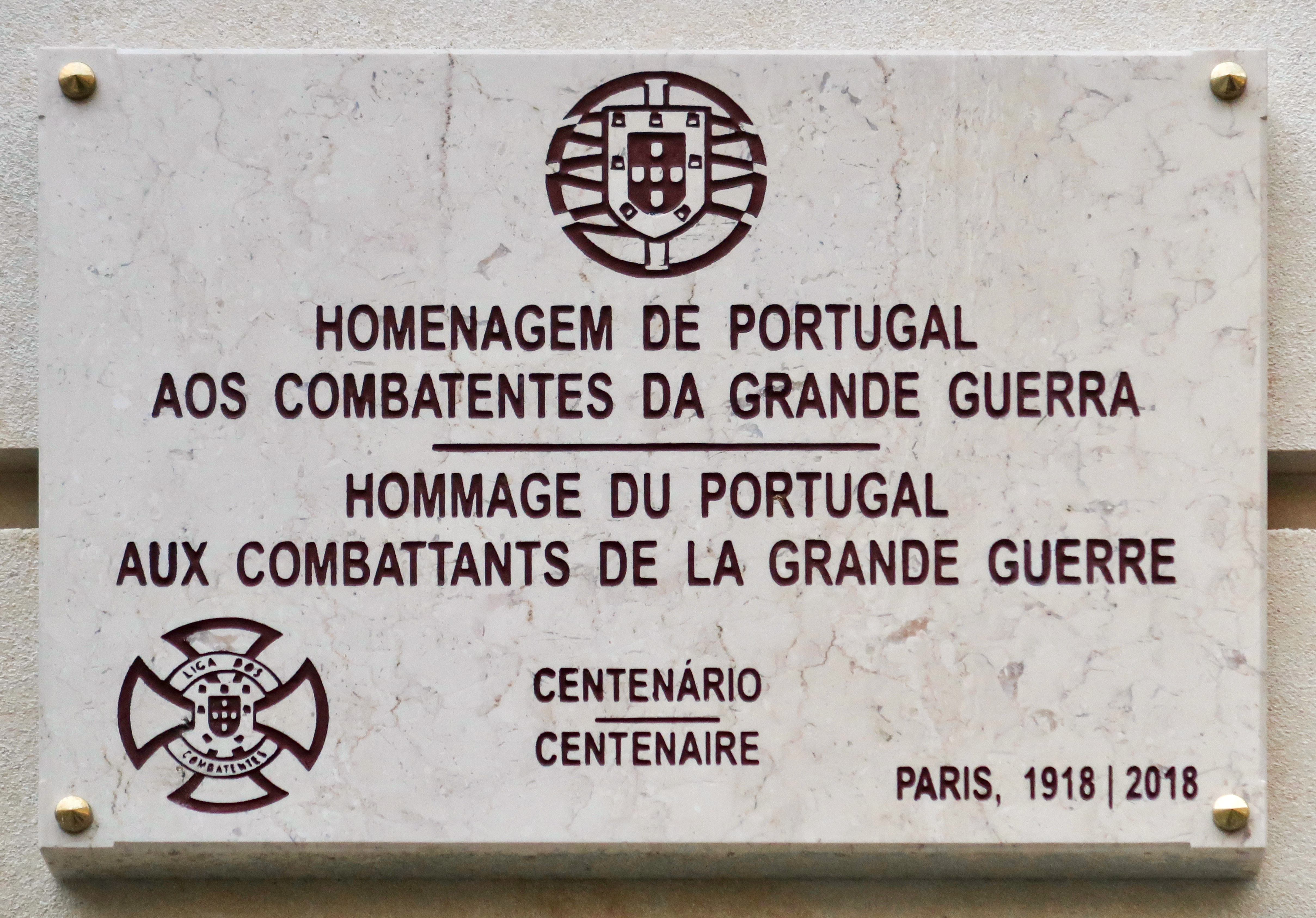
Seconde plaque, inaugurée en 2018.

## Historique
Cette voie a été créée par un arrêté du 3 mai 1911, par le détachement d'une partie de la rue Pauquet, également appelée « rue Pauquet-de-Villejust » jusqu'en 1868, sous le nom d'« avenue de Sofia », du nom de la capitale de la Bulgarie.
C’est par une délibération du 14 juillet 1918 que le conseil municipal de Paris que cette voie prend le nom d'« avenue des Portugais », le royaume de Bulgarie alors allié de l’Allemagne durant la Grande Guerre se voyait ainsi « sanctionné » : Sofia sa capitale se voyant ainsi privée de voie parisienne à son nom.
Par arrêté du 29 octobre 1971, une rue de Sofia a été rétablie dans le 18e arrondissement.